# Pierre Muller (universitaire)
Pour les articles homonymes, voir Muller et Pierre Muller.
Pierre Muller, né le 10 décembre 1950 à Baden-Baden (Allemagne), est directeur de recherche en science politique au Centre national de la recherche scientifique (CNRS). Après avoir exercé ses fonctions au CÉRAT (IEP Grenoble), au Centre de recherches administratives et au CEVIPOF (Fondation nationale des sciences politiques), il a été membre du Centre d’études européennes de Sciences po Paris jusqu’en 2015. Il est désormais directeur de recherche honoraire au CNRS.

## Biographie
Après des études secondaires au Prytanée national militaire de La Flèche, Pierre Muller est diplômé de l'Institut d'études politiques de Grenoble en 1971 et licencié en sociologie en 1972. Titulaire d'un diplôme d'études approfondies en science politique en 1973, il soutient en 1980 une thèse de doctorat sous la direction de Lucien Nizard sur la genèse et la mise en œuvre des lois d'orientation agricoles de 1960 et 1962. Il réalise par la suite des recherches sur les stratégies de diversification mises en place par les agriculteurs de montagne et propose la notion « d'exploitation rurale ». Par la suite il travaille sur les politiques aéronautiques, avec un ouvrage sur la naissance d'Airbus. Il a également développé des travaux sur les politiques européennes, les politiques locales et, plus récemment, les politiques du genre.  
En tant que spécialiste de l'analyse des politiques publiques, Pierre Muller a contribué au développement de ce domaine en France en publiant plusieurs ouvrages de synthèse notamment L'état en action avec Bruno Jobert , ainsi que des manuels comme L'analyse des politiques publiques avec Yves Surel  et le Que sais-je sur Les politiques publiques dont la 10e édition a été publiée en 2013. 
Pierre Muller a exercé un certain nombre de responsabilités collectives dans le domaine de la science politique. Il a ainsi été membre du Comité national de la recherche scientifique du CNRS de 1995 à 2000 et des comités de rédaction de la revue Politiques et management public et de la Revue française de science politique. Il a créé et dirigé aux éditions L'Harmattan la collection Logiques politiques. Il a été secrétaire général de l'Association française de science politique de 1999 à 2002 et plusieurs fois membre du jury de l'agrégation de science politique. En 2008-2009 il a exercé les fonctions de délégué scientifique à l’Agence d’évaluation de la recherche et de l'enseignement supérieur (AERES). Il est également membre de l'Académie d'agriculture de France.

## L'analyse cognitive des politiques publiques
Sur la base de ses travaux portant sur des politiques sectorielles, Pierre Muller a contribué dans les années 1980 à l’introduction de l’analyse des politiques publiques en France, en développant (à partir de sa collaboration avec Bruno Jobert) une approche originale pour analyser l’action publique : l’analyse cognitive des politiques publiques . Celle-ci consiste à étudier les programmes d’action publique non pas comme de simples processus de décision mais comme le lieu où une société donnée construit son « rapport au monde ». Les politiques publiques doivent alors être analysées comme des processus à travers lesquels vont être élaborées les représentations qu’une société se donne pour comprendre et agir sur le réel tel qu’il est perçu : quels sont les dangers qui la menacent ? Comment répartir les richesses ? Quelle place accorder à l’État ? Quelle doit être la place des femmes dans la sphère du travail ?

### Le concept de «référentiel» d’une politique
Élaborer une politique publique consiste alors à construire une représentation, une image de la réalité sur laquelle on veut intervenir. C’est en référence à cette image cognitive que les acteurs organisent leur perception du problème, confrontent leurs solutions et définissent leurs propositions d’action. Cette vision du monde est le « référentiel » d’une politique . Par exemple, les propositions que l’on pourra faire en matière de politique de la santé dépendront de la représentation que l’on se fait du statut de la maladie dans la société moderne et du statut du personnel chargé de mettre en œuvre les systèmes de soin. 
Comme représentation de la place et du rôle de l’État dans une société donnée à une époque donnée, le référentiel d’une politique publique peut se décomposer en deux éléments : le référentiel global et le référentiel sectoriel, la relation entre les deux formant le rapport global-sectoriel.

### L’analyse des transformations de l’action publique
L’approche cognitive telle qu’elle est développée par Pierre Muller se présente comme une théorie globale pour analyser les transformations de l’action publique . Dans cette approche, le changement d’une politique intervient lorsque l’écart devient trop grand par rapport à un changement global. Le changement sectoriel est alors pris en charge par de nouveaux acteurs qui vont remettre en cohérence le référentiel de la politique sectorielle par rapport aux transformations du référentiel global et s’imposer par là comme les nouveaux acteurs dominant le secteur.

### Une analyse des politiques «à la française»?
Cette approche a influencé de nombreux travaux en France  tout en donnant lieu à un certain nombre de débats et de controverses, en particulier sur la  question de l’importance à accorder aux idées dans l’explication du changement, ou encore sur la possibilité de prendre en compte la dimension du « global » dans l’action publique. Son dernier ouvrage, La société de l’efficacité globale, paru en 2015, propose une réflexion générale sur les transformations de l’action publique aujourd’hui.  

## Publications

### Ouvrages
- Muller Pierre, Le technocrate et le paysan, Paris, Les Éditions ouvrières, Économie et Humanisme, 1984
- Jobert Bruno et Muller Pierre, L’Etat en action, politiques publiques et corporatisme, Paris, Presses universitaires de France, 1987
- Muller Pierre, Airbus, l’ambition européenne, logique d’État, logique de marché, Paris, L’Harmattan, 1989
- Muller Pierre, Les politiques publiques, Paris, Presses universitaires de France, 2013
- Muller Pierre et Surel Yves, L’analyse des politiques publiques, Paris, Montchrestien, 2000
- Muller Pierre, La société de l’efficacité globale, Paris, Presses universitaires de France, 2015

### Articles et chapitres d'ouvrages
- Duchesne Sophie et Muller Pierre, Représentations croisées de l’État et des citoyens, dans Être gouverné, études en l’honneur de Jean LECA, Paris, Presses de Sciences Po, 2003
- Leca Jean et Muller Pierre, «Y a-t-il une approche française des politiques publiques ? Retour sur les conditions de l’introduction de l’analyse des politiques publiques en France » dans Olivier Giraud et Philippe Warin (dir.), Politiques publiques et démocratie, Paris, La Découverte, 2008
- Muller Pierre, Aux frontières de l’action publique. Ce que les politiques du genre font à l’analyse des politiques publiques dans Engeli Isabelle, Ballmer-Cao Thanh-Huyen et Muller Pierre (dir.), Les Politiques du genre, Paris, L’Harmattan, 2008
- Muller Pierre, Analyse des politiques publiques et sciences politique en France : je t’aime moi non plus, Paris, Politiques et management public, 2008
- Muller Pierre, Le basculement du regard, la question de l’entrepreneur rural, Paris, Etudes rurales, 2009
- Muller Pierre, Les changements d’échelle des politiques agricoles dans Hervieu Bertrand, Mayer Nonna, Muller Pierre, Purseigle François, Remy Jacques (dir.) Les mondes agricoles en politique, Paris, Presses de Sciences po, 2010